# Felix Straub
Felix Straub, född 14 maj 1997, är en tysk bobåkare och friidrottare.

## Karriär
Vid EM 2025 i Lillehammer tog Straub silver tillsammans med Francesco Friedrich, Matthias Sommer och Alexander Schüller i fyrmannabob.